# Z64
Z64 ist die Bezeichnung eines Stahlachterbahnmodells des Herstellers Pinfari, welche erstmals 1973 ausgeliefert wurde und zur Zyklon-Reihe des Herstellers zählt.
Je nach Betreiber kommen bei diesem Achterbahnmodell einzelne Wagen oder Züge mit zwei oder drei Wagen zum Einsatz. In jedem Wagen können vier Personen (zwei Reihen à zwei Personen) Platz nehmen.

## Standorte

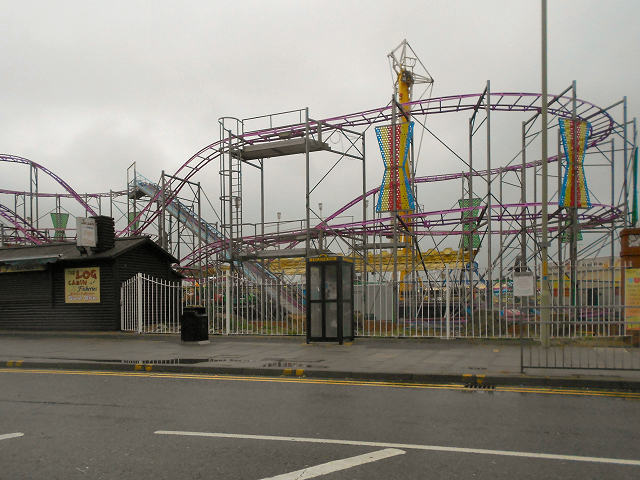
Jet Stream im Ocean Beach Amusement Park

| Achterbahn                                                                             | Betreiber                                                                                               | Land                   | Eröffnung                                                 | Schließung                                                                        |
| -------------------------------------------------------------------------------------- | --- | ---------------------- | --------------------------------------------------------- | --------------------------------------------------------------------------------- |
| Apollo Steamrocket Montagnes du Grand Canyon                                           | Kingoland OK Corral                                                                                     | Frankreich             | 19. April 2014 1980 oder früher                           | 2011                                                                              |
| Ciklon                                                                                 | Holnemvolt Park                                                                                         | Ungarn                 | 1975                                                      | 1986                                                                              |
| El Bandido El Bandito                                                                  | Western Playland (New Mexico) Western Playland (Texas)                                                  | Vereinigte Staaten     | 2006 24. August 1974                                      | 25. September 2005                                                                |
| Hochbahn                                                                               | Wiener Prater                                                                                           | Österreich             | 1979                                                      | 1996                                                                              |
| Jet Stream                                                                             | Ocean Beach Amusement Park Belle Vue Park Battersea Fun Fair                                            | Vereinigtes Königreich | 1980 1975 1974                                            | 2. September 2007 1977 1974                                                       |
| Mouse Trap                                                                             | Wonderland Amusement Park                                                                               | Vereinigte Staaten     | 1975                                                      |                                                                                   |
| Sand Blaster Blue Diamond Streak Zyklon unbekannter Name Sidewinder Super Italian Bobs | Boardwalk Amusements Fun Plex DelGrosso’s Amusement Park Wild West World Legend City Adventureland Park | Vereinigte Staaten     | August 2013 2004 1987 1984 1978 vermutlich 1971 oder 1972 | 15. Juni 2018 2007 2003 1. September 1986 4. September 1983 oder früher unbekannt |
| Super Jet                                                                              | Parque Mutirama Playcenter São Paulo                                                                    | Brasilien              | 7. Juli 2012 1973                                         | 1996                                                                              |
| unbekannter Name Big Ohhhh! Zyklon Thunderail                                          | Lakeside Amusement Park Fun Plex Saginaw County Fairgrounds Celebration City Hamel’s Park               | Vereinigte Staaten     | 1. September 2023 2007 2003 2000 1992                     | 2017 2006 2001 1999                                                               |